# Turbidiet

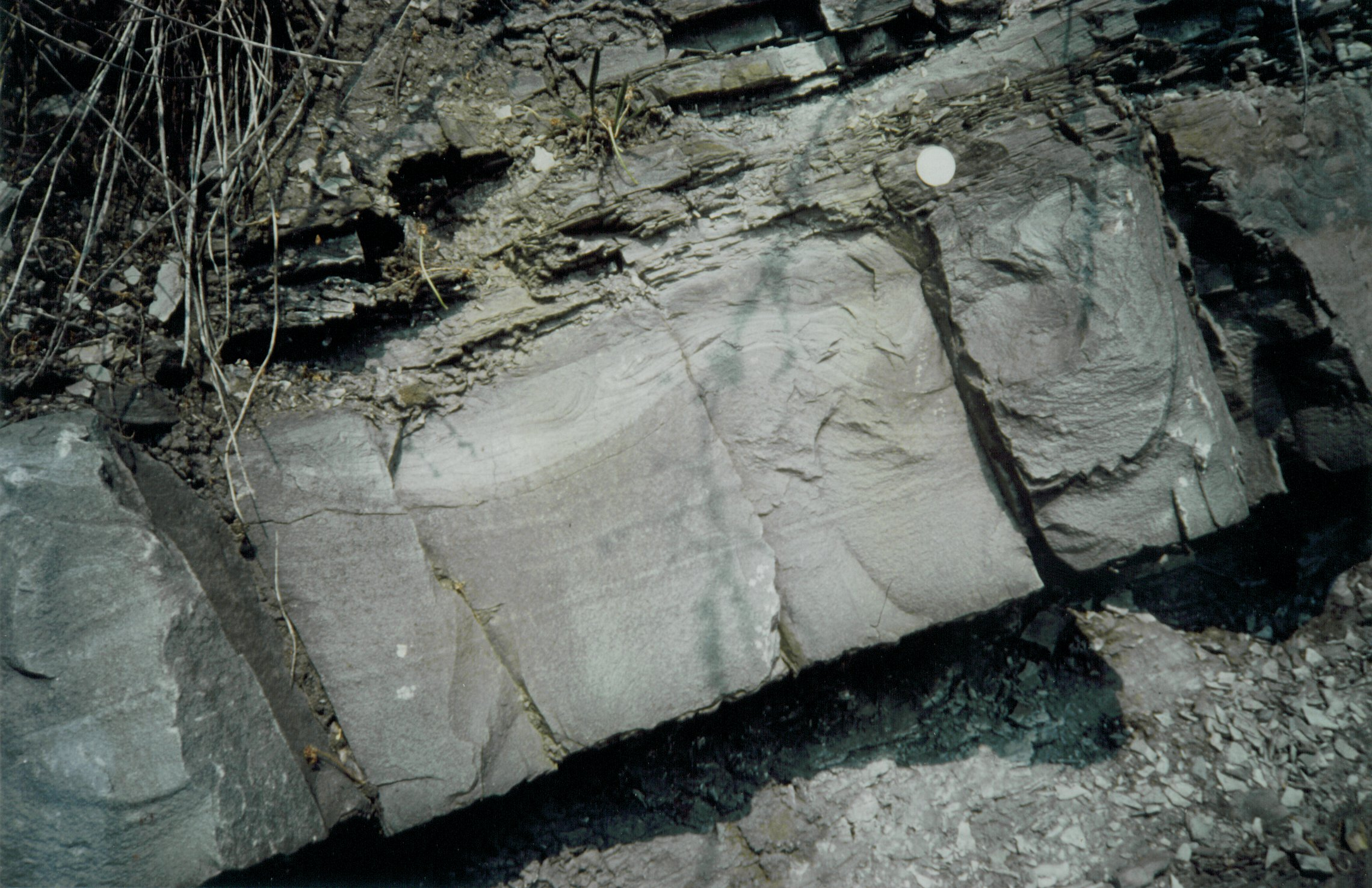
Devonische turbidietafzetting in de buurt van Menden in het Sauerland. De complete Bouma-sequentie kan in deze afzetting herkend worden.

Een turbidiet is een sedimentaire structuur die wordt afgezet door een troebelingsstroom. Dit is een massabeweging van deeltjes in suspensie veroorzaakt door dichtheidsverschillen - een soort lawine onder water. Het woord turbidiet wordt zowel gebruikt om de sedimentaire structuur, als de onderwater-lawine die de sedimentaire structuur veroorzaakt zelf aan te duiden.
Turbidieten worden typisch afgezet op relatief hoge hellingen ver onder de waterspiegel. Ze komen voor in afzettingen uit meren en deltafronten maar zijn vooral bekend als afzettingen van continentale hellingen.

## Mechanisme
Turbidieten ontstaan door verschillen in dichtheid, dus niet door een mechanische kracht die op de suspensie werkt of, zoals in een stromende rivier, door de wrijving tussen het water en de deeltjes in suspensie (zogenaamde wrijvingsstroom).
Dichtheidsstroom ontstaat als door liquefactie plaatselijk een dichtheidsverschil in een fluïdum (vloeistof of gas) ontstaat. Dit gebeurt meestal in hoog turbulente vloeistoffen, waarin de turbulentie zorgt dat sedimentdeeltjes van de bodem worden "opgetild" om in suspensie te gaan. Als een bepaald deel van de vloeistof een grotere hoeveelheid deeltjes in suspensie heeft dan de omgeving, is er een dichtheidsverschil binnen de vloeistof. Als er sprake is van een helling (zoals langs een continentale helling het geval is) zal door het dichtheidsverschil stroming optreden. Meer stroming veroorzaakt vervolgens meer turbulentie in de vloeistof, waardoor weer meer deeltjes in suspensie gaan en het dichtheidsverschil groter wordt. Uiteindelijk zorgt dit voor een soort stofwolk van deeltjes die de helling afbeweegt: de turbidiet. De turbidiet komt tot stilstand als een vlakker terrein bereikt wordt. In diepzee-turbidieten kan de grootte van de deeltjes variëren van zeer fijn silt tot kiezels.
Andere in de natuur voorkomende manieren van stroming waarbij dichtheidsverschillen, turbulentie en suspensie van materie optreden zijn bijvoorbeeld lahars bij vulkanen, modderstromen en pyroclastische stromen. In het geval van pyroclastische stromen kan de afzetting die ontstaat als de stroom tot stilstand komt in textuur en structuur sterk op een turbidiet lijken.

## Sedimentaire structuur
Zelden zal een turbidiet alleen zijn in een sedimentair pakket. De hellingen waarop de turbidieten ontstaan zullen niet verdwijnen als de stroming over is. In sedimentaire gesteenten komen turbidieten meestal voor in zich herhalende cycli, waarbij boven elke turbidiet een volgende volgt.
De structuur van turbidieten werd voor het eerst nauwkeurig beschreven door de Nederlandse geoloog Arnold Bouma in 1962. De interpretatie dat het om diepzeesedimenten ging was in die tijd nieuw, tot dan nam men aan dat in diepmariene afzettingsmilieu's geen grovere sedimenten konden voorkomen. Alle turbidieten blijken een opeenvolging te vertonen van vijf verschillende lagen. Deze opeenvolging, de Bouma-sequentie, laat zien dat de korrelgrootte naar boven toe afneemt (zogenaamde gegradeerde gelaagdheid), wat niet verwonderlijk is. Als de turbidiet tot rust komt zullen namelijk eerst de zware deeltjes bezinken.

## Economische relevantie
Turbidieten vormen een belangrijke bron van goud bij bijvoorbeeld Bendigo in Australië, waar het goud gevonden wordt in een serie Cambro-Ordovicische kalkhoudende turbidieten.
In het Felbertal in de Oostenrijkse Alpen wordt wolfraam gewonnen uit scheelietmineralen in turbidieten.

## Belang van turbidieten bij tektonisch onderzoek
Turbidieten vormen zich op lange, continue hellingen onder water. Deze komen behalve bij continentale hellingen voor bij oceanische troggen en voorlandbekkens. In sedimentaire opeenvolgingen kan het voorkomen van turbidieten inzicht geven in wanneer tektonische subsidentie plaatsvond en hoe een bekken zich door de tijd ontwikkeld heeft.